# سيزار مورا
سيزار مورا (بالإسبانية: César Mora)‏ هو مغني وممثل كولومبي، ولد في 2 أكتوبر 1961 بكالي في كولومبيا.

## وصلات خارجية
- سيزار مورا على موقع IMDb (الإنجليزية)
- سيزار مورا على موقع ميوزك برينز (الإنجليزية)
- سيزار مورا على موقع ديسكوغز (الإنجليزية)
- سيزار مورا على موقع قاعدة بيانات الفيلم (الإنجليزية)